# Cirsium palustre
Cirsium palustre là một loài thực vật có hoa trong họ Cúc. Loài này được (L.) Coss. ex Scop. mô tả khoa học đầu tiên năm 1772.